# Pozoamargo
Pozoamargo é um município da Espanha na província de Cuenca, comunidade autónoma de Castilla-La Mancha, de área 52,2 km² com população de 386 habitantes (2007) e densidade populacional de 6,37 hab/km².

## Demografia
| Variação demográfica do município entre 1991 e 2004 | Variação demográfica do município entre 1991 e 2004 | Variação demográfica do município entre 1991 e 2004 | Variação demográfica do município entre 1991 e 2004 |
| --------------------------------------------------- | --------------------------------------------------- | --------------------------------------------------- | --------------------------------------------------- |
| 1991                                                | 1996                                                | 2001                                                | 2004                                                |
| 356                                                 | 328                                                 | 311                                                 | 338                                                 |